# لطيف لحلو
لطيف لحلو (مواليد 3 أبريل 1939) هو مخرج أفلام مغربي، يُعتبر أحد أعمدة السينما المغربية، حيث أخرج عددًا من الأفلام السينمائية والتلفزيونية، ويُعدّ فيلم شمس الربيع الذي أخرجه سنة 1969 إحدى البدايات الموفقة إبداعيًا للسينما المغربية.

## مسيرته
حاصل على دبلوم المونتاج من المعهد العالي للدراسات السينمائية سنة 1959، كما درس السوسيولوجيا بالسوربون. رئيس تجمع المؤلفين والمنتجين والمخرجين، ومن المشاركين في تأسيس المكتبة السينمائية بطنجة.
سنة 1960، اشتغل في مرحلة مفصلية في المركز السينمائي المغربي، قبل أن يستقيل سنة 1972 مخلّفا أعمالا توثيقية مهمة لازالت خزانة المركز تزخر بها. عمل في سنة 1965 مديرا للبرامج بالتلفزة المغربية، وهي فترة عطاء نوعية أبدع فيها لطيف لحلو.
سنة 1972، أسّس شركة «سينيتيليما» رفقة عدد من المهنيين السينمائيين، وقد حوّلت هذه الشركة باحترافيتها العالية وجه الإنتاج والإبداع التلفزي والسينمائي في المغرب باعتمادها على آليات تصويرية متطورة مع طاقم بشري تقني ولوجستيكي عالي المهنية ورؤية فنية مميزة (الإنتاج التلفزي، الأفلام السينمائية والوثائقية، الوصلات الإشهارية).

## أعماله

### السينما
- 1969: شمس الربيع
- 1986: غراميات
- 2007: سميرة في الضيعة
- 2009: الدار الكبيرة
- 2013: عيد الميلاد

### التلفزيون
- 2003: حيط الرمل
- 2005: كاتب تحت الطلب

كما أخرج منذ سنة 1962 مجموعة من الأعمال الوثائقية لفائدة المركز السينمائي المغربي ومؤسسات عمومية وخاصة، منها على سبيل المثال «وازرعوا الشمندر» (1963) و «سين أكفاي» (1967) و «المغرب أرض الرجال» (1972) و «اللوكوس» (1974) و «الغرب ماضي وحاضر» (1976) و «زراعة القمح بتادلة» (1981).

## المونطاج والتركيب
على مستوى المونطاج، ركّب لطيف لحلو الأفلام القصيرة التالية: «من أجل لقمة عيش» (1960) من إخراج العربي بناني، و «الحفل الكبير بإملشيل» (1961) من إخراج عبد العزيز الرمضاني، و «شجرة الزيتون» (1962) من إخراج العربي بنشقرون، و «الجديدة» (1964) من إخراج محمد بن عبد الواحد التازي، و «صيادو السمك بآسفي» (1964) من إخراج عبد العزيز الرمضاني، و «المكتب الشريف للفوسفاط: أسرة كبيرة» (1964) من إخراج العربي بنشقرون، وكلها من إنتاج المركز السينمائي المغربي.

## الإنتاج وشركة «سينيتيليما»
دخلت شركته «سينيتيليما» كطرف في العملية الإنتاجية لمجموعة من الأفلام المغربية والأجنبية، منها الأفلام الروائية الطويلة: «حرب البترول لن تقع» (1974) من إخراج سهيل بنبركة، و «خيول الحظ» (1995) من إخراج الجيلالي فرحاتي، و «وجها لوجه» (2003) من إخراج عبد القادر لقطع، و «الأجنحة المنكسرة» (2004) من إخراج مجيد رشيش، و «ماروك» (2005) من إخراج ليلى المراكشي. والأفلام القصيرة: «لعبة القدر» (1993) من إخراج عمر الشرايبي، و «همسات» (1998) من إخراج حكيم بلعباس، و «على جناح السلامة» (2001) من إخراج عزيز السالمي، والفيلم التلفزيوني «سعيدة» (2001) من إخراج مجيد رشيش. وفي الشق الأجنبي هناك ما يفوق عشرة أفلام صُوّرت جزئيا أو كليا بالمغرب، منها: «بعيدا» (2000) من إخراج أندري تيشيني، و «مقهى الشاطئ» (2000) من إخراج بونوا كرافان.

## وصلات خارجية
- لطيف لحلو على موقع IMDb (الإنجليزية)
- لطيف لحلو على موقع ألو سيني (الفرنسية)
- لطيف لحلو على موقع قاعدة بيانات الفيلم (الإنجليزية)